# Sindromul de dezechilibru al dializei
Sindromul de dezechilibru al dializei (SDD)  este colectarea de semne și simptome, atribuite edemului cerebral, în timpul sau după ce pacientul efectuează intermitent hemodializă sau CRRT (Terapie continuă de substituție renală).
În mod clasic, SDD apare la persoanele care încep hemodializa din cauza stadiul final al bolii renale cronice și este asociat, în special, cu dializa „agresivă” (îndepărtarea solutelor mari). Cu toate acestea, ea poate apărea, de asemenea, în debutul rapid, adică insuficiență renală acută în anumite condiții.

## Cauze
Cauza SDD nu este în prezent bine înțeleasă. Există două teorii pentru a explica aceasta; prima teorie postulează că  transportul ureei din celulele creierului este încetinit în boala renală cronică, ducând la un gradient de concentrație al ureei mare, ceea ce duce la osmoză inversă. A doua teorie postulează că compu;ii organici sunt crescu'i în uremie pentru a proteja creierul și duce la rănire prin, la fel ca în prima teorie, osmoză inversă. Studii mai recente pe șobolani au observat că concentrațiile cerebrale de osmolyte organice nu au fost crescute în raport cu valoarea inițială după dializa rapidă. Edemul cerebral a fost astfel atribuit efectelor osmotice legate de un gradient ridicat de uree între plasmă și creier.

## Simptome
Diagnosticul de SDD ușor este adesea complicat de alte complicații de dializă, cum ar fi hipertensiune malignă, uremie, encefalopatie, hemoragie subdurală, hiper- și hipoglicemie, sau dezechilibre electrolitice. Prezentarea SDD moderat și sever necesită identificarea imediată și tratament, deoarece afecțiunea poate duce la probleme neurologice severe și deces.
1. Dureri de cap
2. Greață
3. Amețeală
4. Confuzie
5. Tulburări vizuale
6. Tremor
7. Convulsii
8. Comă

## Diagnostic
Semnele clinice de edem cerebral, cum ar fi deficite neurologice focale, papiledema și scăderea nivelului de conștiență, dacă este asociat temporal cu hemodializa recentă, sugerează diagnosticul.  O tomografie computerizată a capului se face de obicei pentru a exclude alte cauze intracraniene.
Imagistica prin rezonanță magnetică a capului a fost folosită în cercetare pentru a înțelege mai bine SDD.

## Tratament
Evitarea este tratamentul primar. Alternative mai bune sunt hemodializa nocturnă sau dializă zilnică, care sunt procese mult mai blânde pentru noul pacient cu dializă. Sindromul de dezechilibru al dializei este un motiv pentru care inițierea hemodializei trebuie făcută treptat, adică este un motiv pentru care primele câteva ședințe de dializă sunt mai scurte și mai puțin agresive decât tratamentul tipic de dializă pentru pacienții cu boală renală în stadiu terminal.